# ヨーゼフ・ヴェス

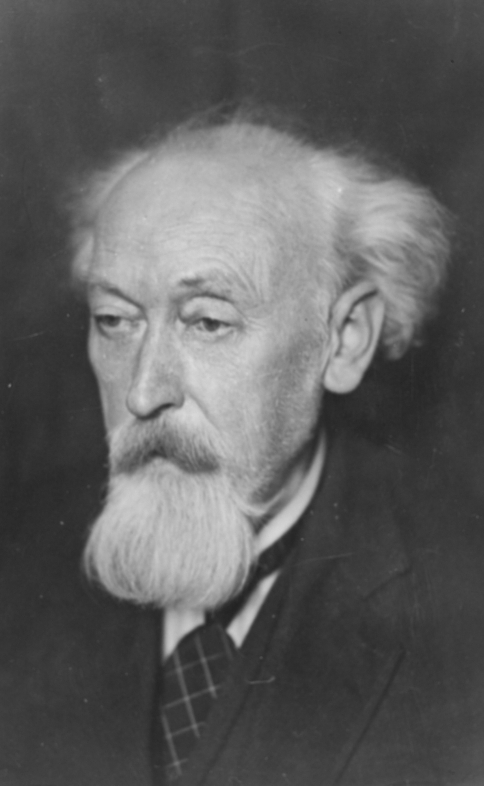
ヨーゼフ・ヴェナンティウス・フォン・ヴェス

ヨーゼフ・ヴェナンティウス・フォン・ヴェス（Josef Venantius von Wöss, 1863年6月13日 - 1943年10月22日）は、オーストリアの作曲家、和声法の教師。今日彼の名前は、グスタフ・マーラーの大規模な作品のピアノ用編曲と結び付けられて語られる。

## マーラー作品のヴェスによる編曲
- Das klagende Lied: vocal score with piano reduction
- Symphony No. 3: arrangement for piano duet
- Symphony No. 4: arrangement for piano duet
- Symphony No. 8: piano arrangement/s
- Das Lied von der Erde: vocal score with piano reduction (1912)
- Symphony No. 9: arrangement for piano duet (1912)